# Радча (притока Уборті)
Радча — річка в Україні, в Коростенському районі Житомирської області. Права притока Уборті (басейн Прип'яті).

## Опис
Довжина 12 км, похил річки — 1,6 м/км. Площа басейну 50,2 км². 
Притоки: Сажалка, Сліпетинка (праві).

## Розташування
Бере початок на північному сході від Держанівки. Тече переважно на південний захід понад Стовпинкою і на північному заході від Зубковичів впадає у річку Уборть, праву притоку Прип'яті. 
Річку перетинає автомобільна дорога Т 0605.